# Старокостянтинівський повіт
Старокостянтинівський повіт (рос. Староконстантиновскій уѣздъ (дореф.), Староконстантиновский уезд (суч.); у 1921—1923 — Костянтинівський повіт) — адміністративно-територіальна одиниця з центром у Старокостянтинові, яка існувала у 1793—1923 рр.

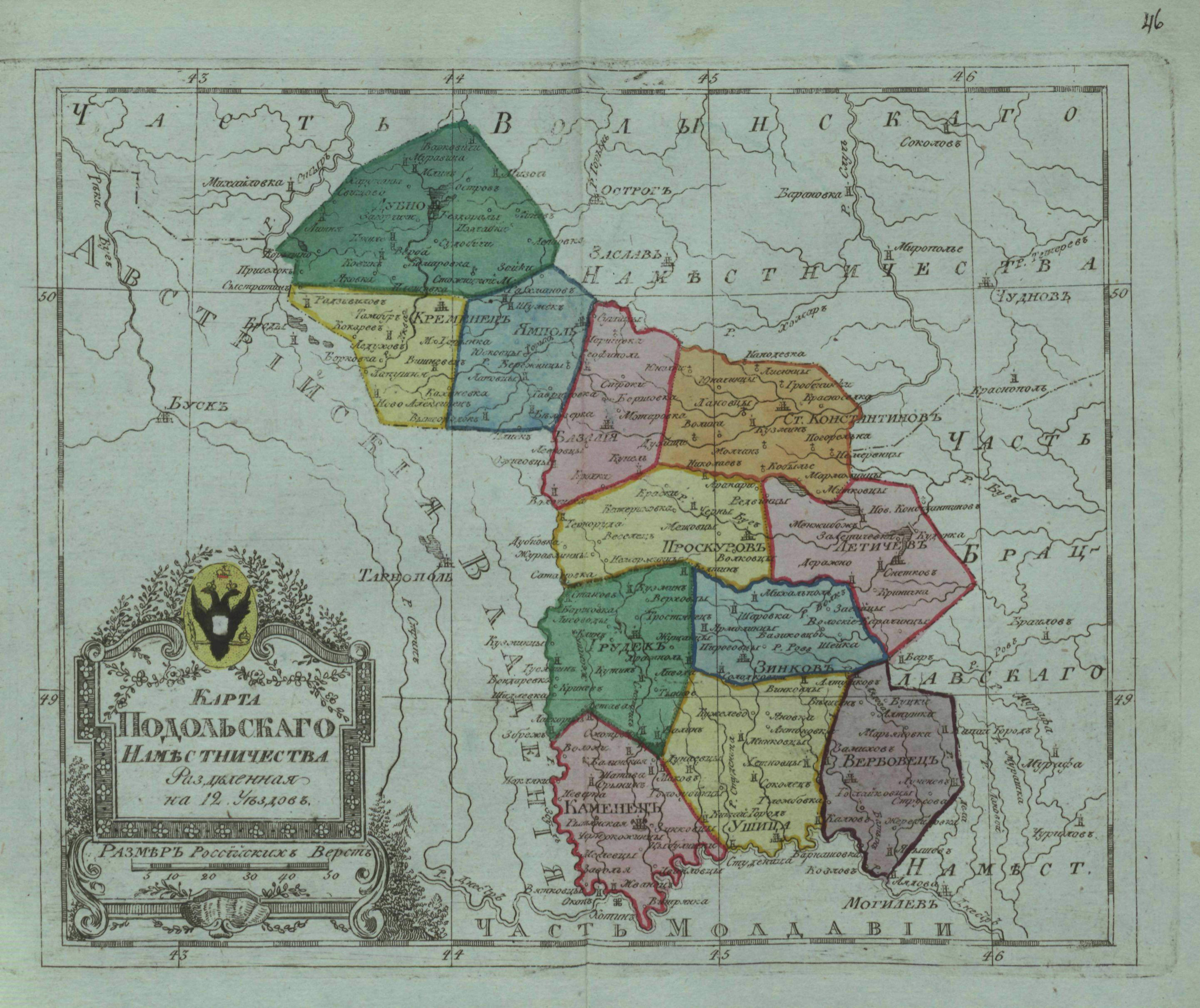
Старокостянтинівський повіт у складі Подільського намісництва

Створений 24 квітня 1793 року й до 1795 р. існував у складі Заславського намісництва.
5 липня 1795 року (за ст. ст.) був включений у нове Подільське намісництво (23 грудня 1796 року перетворене на Подільську губернію).
1804 року у змінених межах ввійшов до складу Волинської губернії.

## У складі Волинської губернії
Повіт займав південно-західну частину губернії. Найбільша протяжність з півночі на південь була 50 верст (53 км), із заходу на схід — 96 верст (102 км). Межував на північному заході з Кременецьким, півночі Острозьким і Заславським, сході Новоград-Волинським повітами Волинської губернії, на сході з Літинським, на півдні з Проскурівським і Летичівським повітами Подільської губернії, на заході — з Австро-Угорщиною. Займав площу 2249,8 верст² або 234 354,1 десятини (2560 км²) і був найменшим у губернії.
Згідно з переписом населення Російської імперії 1897 року в повіті проживало 193 889 чоловік. З них 76,94 % — українці, 14,29 % — євреї, 5,55 % — поляки, 1,74 % — росіяни, 1,83 % — чехи, 0,31 % — білоруси.
У повіті було сільських общин — 177, містечок — 8, всіх населених пунктів — 245 (рахуючи хутори і фільварки).
Унаслідок просування польських військ на схід навесні 1920 року повіт на короткий час увійшов до Волинської округи, а 15 травня 1920 р. перейшов до Подільської округи.
18 березня 1921 року Західна Волинь увійшла до складу Польщі. Внаслідок цього більша частина Кременецького повіту відійшла до складу Польщі. 2 волості — Святецька (без сіл Гриньки, Козачки, Осняки) та Ямпільська (без сіл Грибова, Загірці, Краснолука, Михайлівка, Юсківці), що виявилися «відрізаними» кордоном і залишились у складі УСРР, увійшли до складу Старокостянтинівського повіту.
У 1923 році ліквідований. Волочиська, Маначинська, частини Авратинської і Купільської волостей відійшли до Проскурівського округу Подільської губернії, решта території — до Шепетівського округу Волинської губернії.

### Волості
Станом на 1906 рік у повіті було 13 волостей:
- Авратинська (волосне правління — с. Шибенна)
- Базалійська (м-ко Базалія)
- Волочиська (м-ко Волочиськ)
- Колківська (с. Колки) (бл. 1907 перейменована на Корчівську)
- Красилівська (м-ко Красилів)
- Кульчинецька (м-ко Кульчини)
- Купільська (м-ко Купіль)
- Маначинська (с. Маначин)
- Решнівецька (с. Решнівка)
- Сковородецька (с. Сковородки)
- Старокостянтинівська (м. Старокостянтинів)
- Теофіпольська (м-ко Теофіполь)
- Чернелевецька (с. Чернелівка)
- місто Старокостянтинів із передмістям Нове Місто, слободами Закузьминською, Заслуцькою, Новоміською та Староміською, селами Новики та Юридика Заслуцька.

До повіту входили 235 населених пунктів (враховуючи урочища, фільварки і хутори). Серед них 1 місто (Старокостянтинів) і 8 містечок (Базалія, Волочиськ, Красилів, Кузьмин, Кульчини, Купіль, Ожигівці, Теофіполь).